# Lidy Prati
Lidia "Lidy" Elena Prati (1921–2008) là một họa sĩ người Argentina nổi tiếng với những bức tranh hình học trừu tượng. Trong những năm 1940, Prati là một trong những thành viên sáng lập của phong trào nghệ thuật Asociación Arte Concreto-Invención (AACI) (hoặc Hiệp hội nghệ thuật sáng chế bê tông) cùng với Enio Iommi và Tomás Maldonado.

## Đầu đời
Lidia Elena Prati sinh ra tại Resistencia, Chaco, Argentina năm 1921. Năm 1942, bà đã có cuộc triển lãm đầu tiên tại Salon Peuser ở Buenos Aires. Bà kết hôn với nghệ sĩ đồng nghiệp của mình Tomás Maldonado năm 1944. Trong cùng năm đó, Prati và Maldonado là cả hai nghệ sĩ trong phong trào nghệ thuật Argentina Madí.

## Sự nghiệp
Năm 1944 Prati đóng góp cho ấn phẩm một lần Arturo. Ấn phẩm này được dẫn đầu bởi một nhóm các nghệ sĩ, bao gồm Carmelo Arden Quin, Gyula Kosice, và Rhod Rothfuss, và nó bây giờ được coi là tiền thân quan trọng cho phong trào nghệ thuật sáng chế và nghệ thuật Madí tiên tiến ở Argentina. Các Quin, Kosice và Rothfuss sau này sẽ thức Madí và Tất cả các bê Tông-phát Minh ra, tương ứng. Các nghệ sĩ khác đã đóng góp vào Arturo bao gồm Trong Torres García, Dịch Turner, và Wassily Kandinsky.
Năm 1945 Edgar Bayley dán nhãn phản ứng của Argentina với phong trào nghệ thuật Bê tông châu Âu invencionismo. Cùng một nhóm nghệ sĩ mà Bayley xác định sau này sẽ trở thành phong trào nghệ thuật Asociación Arte Concreto-Invención. Vào tháng 8 năm 1946 Prati là một trong những người ký tên của Tuyên Ngôn Inventionist đã được xuất bản trong ấn bản đầu tiên của tạp chí nhóm, Art Concreto. Phù hợp với những bức vẽ trừu tượng, phi nghĩa bóng của các nhà bê tông-Inventionists, các bức tranh của Prati trong thời kỳ này rất trừu tượng, hình học và đầy màu sắc. Thật vậy, một ảnh hưởng quan trọng đến phong cách thẩm mỹ của bà là Piet Mondrian tối giản. Bà cũng thử nghiệm với các bức tranh sơn dầu có hình. Năm 1950, bà tham gia triển lãm Arte Concreto tại Instituto De Arte Moderno ở Buenos Aires.
Năm 1952 Prati đi đến châu Âu. Trong thời gian này, cô kết bạn với nghệ sĩ người Thụy Sĩ Max Bill, một học viên đầu tiên của nghệ thuật Bê tông châu Âu. Năm 1952 Prati gia nhập Grupo de Artistas Modernos de la Argentina, một phong trào nghệ thuật đa ngành, theo yêu cầu của nhà thơ Argentina Aldo Pellegrini. Năm 1952 Prati trưng bày với nhóm trong một cuộc triển lãm mang tên Grupo de Artistas Modernos de la Argentina mà Pellegrini tổ chức tại Viau Galería de Arte ở Buenos Aires.
Vào giữa những năm 1950, Prati đã từ bỏ bức tranh ủng hộ thiết kế đồ họa, đồ trang sức và hàng dệt may.
Năm 1963 Prati không chỉ tham gia mà còn thiết kế poster triển lãm cho 20 Años de Arte Concreto (hoặc "20 năm nghệ thuật bê tông") tại Bảo tàng Nghệ thuật Hiện đại Buenos Aires.
Năm 1970, Prati đồng sáng lập tạp chí Artinf với các nghệ sĩ Germaine Derbecq, Silvia de Ambrosini và Odile Baron Supervielle.

## Qua đời
Prati qua đời tại Buenos Aires năm 2008.

## Bộ sưu tập công khai
Tác phẩm của Prati có thể được tìm thấy trong một số bộ sưu tập công cộng, bao gồm:
- Museum of Modern Art[9]
- Cisneros Fontanal Art Foundation (CIFO)[10]
- MALBA[11]